# ریتا کاکس
ریتا مارجوری کاکس (متولد ۱۹۲۹ یا ۱۹۳۰) داستان‌نویس، رهبر جامعه و کتابدار بازنشسته مستقر در تورنتو، انتاریو است. به عنوان رئیس شعبه محله پارکدیل در کتابخانه عمومی تورنتو، او چندفرهنگی و سوادآموزی را ترویج می‌کرد و در این زمینه پیشگام بود. کاکس به دلیل مهارتی که در داستان سرایی داشت، نشان کانادا را دریافت کرد و تأثیرات و دستاوردهای او باعث شد که نقش او در جوامع کارائیب و سیاهان در حد رهبر گسترش یابد. مجموعه کتابخانه، پارک و مدرسه (دکتر ریتا کاکس - مدرسه دولتی کینا میناگوک) برای بزرگداشت وی در تورنتو به نام کاکس نامگذاری شده است.

## اوایل زندگی
ریتا مارجوری کاکس در سال ۱۹۲۹ یا ۱۹۳۰ در ترینیداد و توباگو به دنیا آمد. مادرش معلم بود و برای کاکس داستان‌ها و حکایت‌های زیادی تعریف کرد. کاکس در کودکی در ترینیداد غرق در داستان سرایی شفاهی بود.
کاکس دوران کودکی خود را به عنوان «یک کودک کتابخانه» توصیف می‌کند. کاکس را اغلب می‌شد در حال مطالعه در کتابخانه محلی‌اش در بندر اسپانیا پیدا کرد و از سنین جوانی آرزوی کار در کتابخانه‌ها را داشت. یکی از دوستان پدرش رئیس کتابخانه محلی بود. او در حدود ۱۱ سالگی به عنوان یک شاگرد، در کتابخانه شروع به کار کرد و تا سال‌های نوجوانی در آنجا کار می‌کرد.
کاکس برای ادامه تحصیل و حرفه نوپای خود، قبل از اقامت در کانادا به ایالات متحده نقل مکان کرد. در این بین، او به ترینیداد بازگشت. او در ۳ نوامبر ۱۹۶۰ وارد کانادا شد.

## کتابداری

### کتابخانه عمومی نیویورک
زمانی که کاکس هنوز در ترینیداد زندگی می‌کرد، آگوستا بیکر، کتابدار و داستان‌نویس، از کتابخانه عمومی نیویورک بازدید کرد تا به راه اندازی یک کتابخانه جدید برای کودکان کمک کند. بیکر که تحت تأثیر داستان سرایی کاکس قرار گرفته بود، او را تشویق کرد که در شهر نیویورک تحصیل کند. بیکر در طول اقامتش از خانه کاکس دیدن کرد و با والدینش نیز ملاقات کرد. کاکس به توصیه‌های او توجه کرد و ادامه تحصیل در بریتانیا را کنار گذاشت.
کاکس در حین تحصیل در دانشگاه کلمبیا در ساختمان اصلی کتابخانه عمومی نیویورک در خیابان ۴۲ و خیابان پنجم کار می‌کرد، جایی که آگوستا بیکر او را راهنمایی می‌کرد. کاکس بر اساس میراث ترینیدادی خود برای کودکان داستانهایی اجرا کرد و با افراد مشهور و نویسندگانی که برای تحقیق به آنجا آمده بودند ملاقات کرد.

### کتابخانه عمومی تورنتو
علاقه به ادبیات کودکان باعث شد کاکس در سال ۱۹۶۰ به خانه پسران و دختران در کتابخانه عمومی تورنتو بپیوندد که یکی از دوستانش به او اشاره کرده بود. آن شعبه به خدمت به کودکان اختصاص داشت و اولین در نوع خود در کشورهای مشترک المنافع بود. خانه مجموعه کتاب‌های اولیه کودکان آزبورن بود که مورد علاقه کاکس بود. او به یاد می‌آورد که کارکنان کتابخانه عمومی تورنتو به گرمی از او استقبال کردند - حتی او را در فرودگاه برای رفتن به رستوران فران بردند. در ابتدا، کاکس به عنوان کتابدار کودکان در قسمت‌های مختلف در سیستم کتابخانه کار می‌کرد.

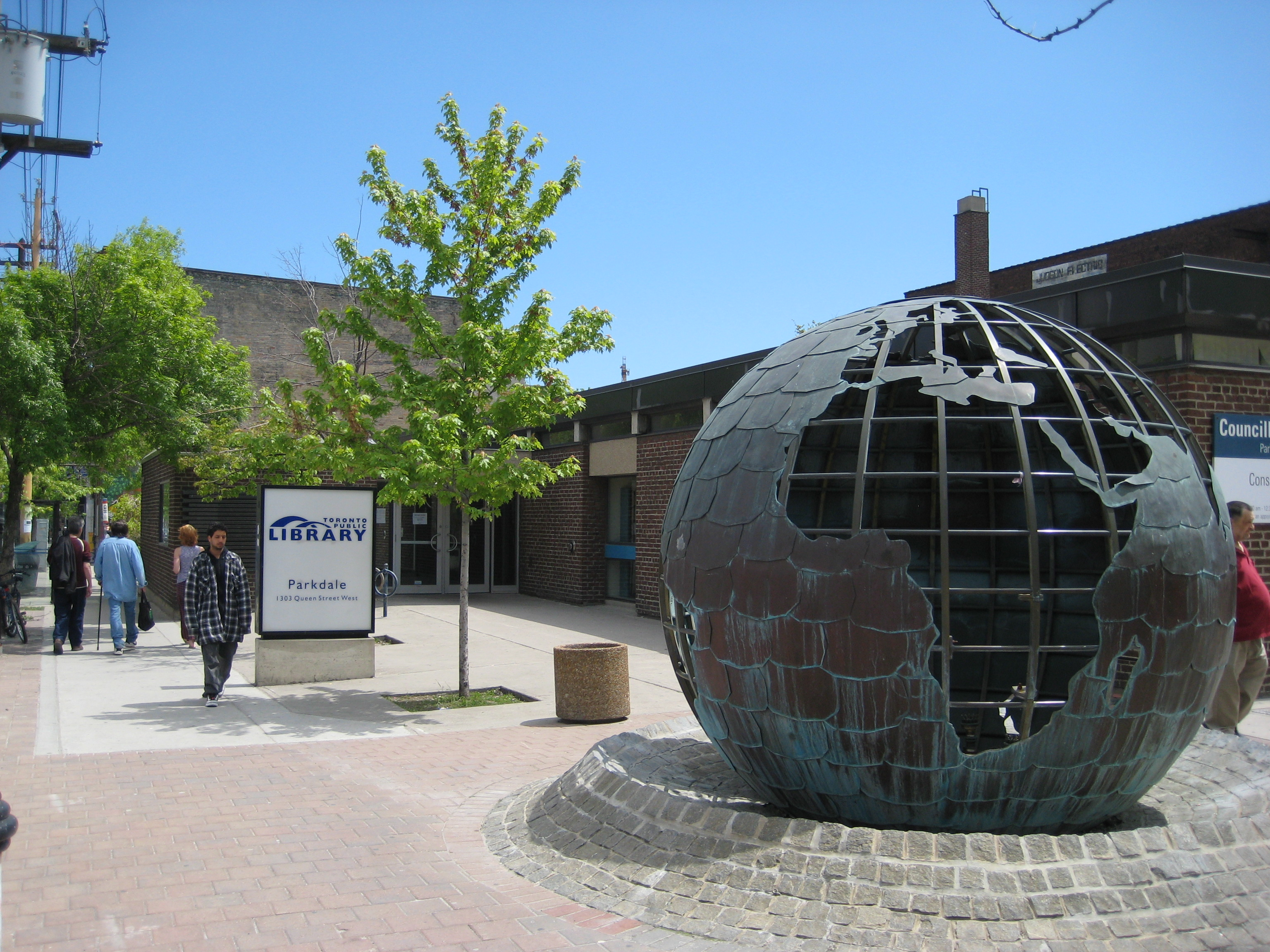
شعبه پارکدیل کتابخانه عمومی تورنتو، ۲۰۱۰

## داستان سرایی
ریتا کاکس در سال ۱۹۹۷ به خاطر داستان سرایی و سوادآموزی نشان ویژه کانادا را دریافت کرد او قبل از هر چیز خودش را یک داستان‌نویس می‌داند: «قصه‌سرایی عنصر ثابت [...] در تمام زندگی من بوده است.»
کاکس علاوه بر داستان‌سرایی در کتابخانه‌ها، در تورهای حرفه‌ای و همچنین مکان‌های دیگر در سراسر آمریکای شمالی، دریای کارائیب، برزیل و اروپا داستان‌هایی را اجرا کرد. کاکس از میراث ترینیدادی خود با داستان‌های آنانسی و داستان‌های عامیانه کارائیب استفاده می‌کند. او روی صحنه، رادیو و تلویزیون و حتی زوم اجرا کرده است. او همچنین در کارگاه‌ها و کلاسهای دانشگاهی در زمینه داستان‌نویسی تدریس کرده است.

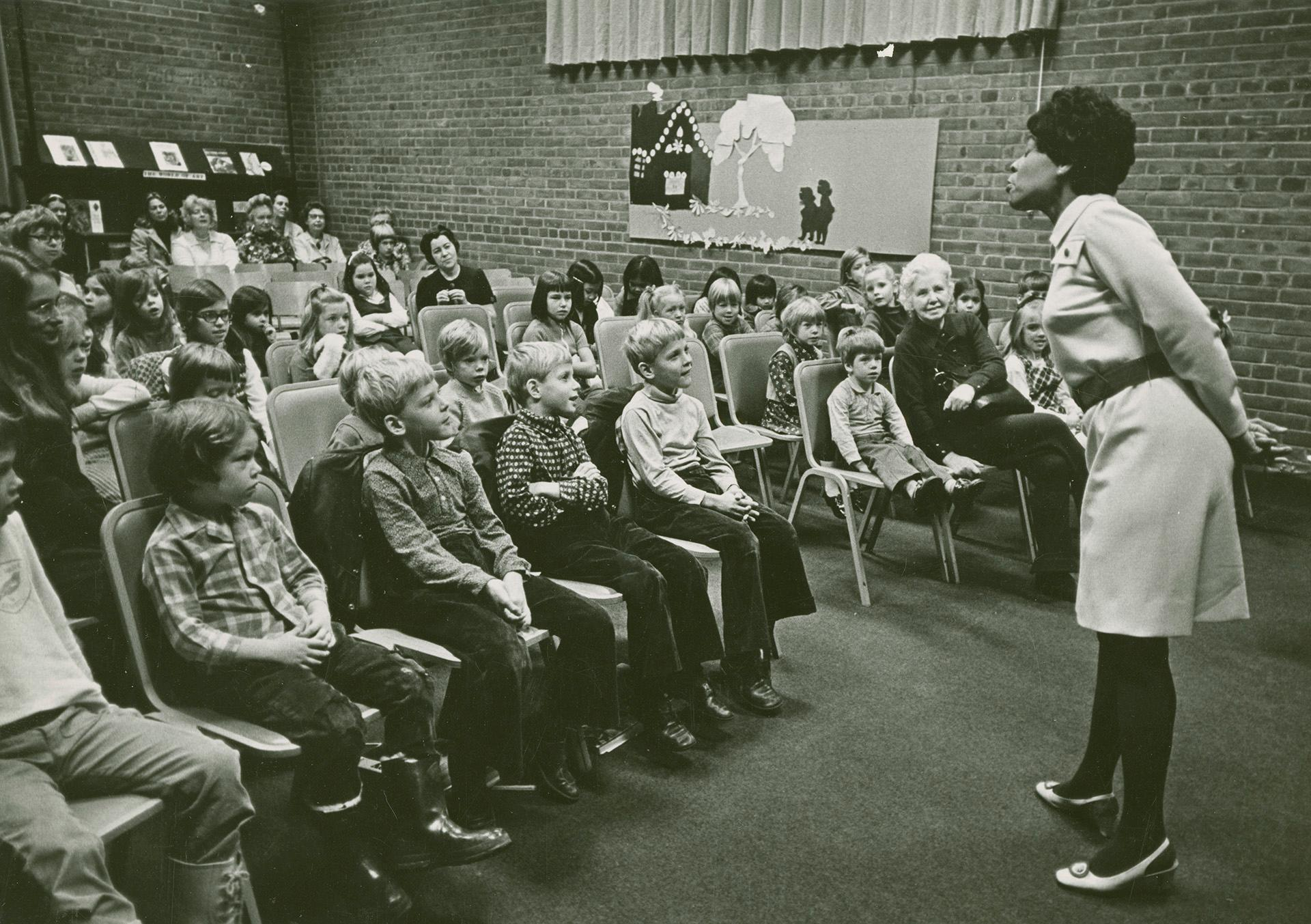
ریتا کاکس در مقابل تماشاگران در خانه پسران و دختران کتابخانه عمومی تورنتو در طول جشنواره داستان سرایی در سال ۱۹۷۲ می‌ایستد.

### مجموعه کتابخانه
کاکس و همکارانش در سال ۱۹۷۳ در کتابخانه، مجموعه‌ای از کتابهای هند غربی را در شعبه پارکدیل کتابخانه عمومی تورنتو راه اندازی کردند. در سال ۲۰۰۶، به «مجموعه میراث سیاه و کارائیب ریتا کاکس» تغییر نام داد. کاکس «از صفر» شروع کرد و بر چالش دستیابی به کتاب از منابع بین‌المللی، که یک فرایند استاندارد برای کتابخانه نبود، غلبه کرد. او علاقه زیادی به کتاب داشت و حتی وقتی به سفر می‌رفت کتاب می‌خرید.

## جوایز و افتخارات
- جایزه تولد کانادا (۱۹۸۲)[۱۴]
- جایزه دویست ساله انتاریو (۱۹۸۴)[۱۴]
- جایزه خدمات عمومی انجمن کتابخانه‌های کانادا (۱۹۸۶)[۱۵]
- جایزه دستاورد سیاه (۱۹۸۶)[۱۵]
- جایزه شایستگی از شهر تورنتو (۱۹۸۷)[۹]
- جایزه کی لیوینگستون از کنگره زنان سیاه‌پوست[۱۴]
- بورسیه شناخت هنرهای عامیانه انتاریو برای داستان سرایی (۱۹۹۱)[۱۴][۲۰]
- جایزه انجمن خدمات کودکان انجمن کتابخانه انتاریو (۱۹۹۲)[۱۴]
- مدال یادبود فرماندار کل (۱۹۹۲)
- مدرک دکترای افتخاری از دانشگاه یورک (۱۹۹۳)
- مدرک دکترای افتخاری از دانشگاه ویلفرد لویر (۱۹۹۴)[۲۱]
- جایزه گاردینر (1994)[۱۴]
- جایزه از کتابداران در ترینیداد و توباگو برای راهنمایی حرفه ای (۱۹۹۴)[۱۴]
- جایزه دستاورد سیاه (۱۹۹۵)[۵]
- ادای احترام چند صفحه ای در روزنامه The Caribbean Camera (1995)[۱۳]
- عضو Order of Canada برای کارهای برجسته در داستان سرایی و سوادآموزی (۱۹۹۷)[۱۵]
- جایزه مادام العمر آفریقایی کانادایی، کمک برجسته به جامعه از مجله پراید (۲۰۱۰)[۲۲]
- افتخار ۱۰۰ زن سیاهپوست موفق کانادایی (۲۰۱۶)[۲]
- جایزه یک عمر دستاورد سازمان گردشگری کارائیب (۲۰۱۹)[۱۵]